# Uralinova
Uralinova is een geslacht van uitgestorven kreeftachtigen uit de klasse van de Ostracoda (mosselkreeftjes).

## Soorten
- Uralinova grandis (Rozhdestvenskaya, 1959) †
- Uralinova scrobiculata (Polenova, 1952) †
- Uralinova uralica (Rozhdestvenskaya, 1960) †